# Alingsås Energi
Alingsås Energi är en kommunägd energikoncern som ingår i Alingsås kommuns koncernbolag, AB Alingsås Rådhus. Alingsås Energi AB är moderbolag för kommunkoncernens samlade energiverksamhet och driver elproduktion, elnät, fjärrvärme, fibernät, tjänster samt elhandel (via sina dotterbolag Alingsås Energi Elhandel och Elproduktion AB samt Alingsås Energi Elnät AB). Alingsås Energi producerar egen el och fjärrvärme med egna vindkraftverk, vattenkraftverk och värmeverk.
Alingsås Energi köper till 100 % förnybar el till sina cirka 16 000 privat- och företagskunder i hela landet. All el som företaget köper är helt klimatneutral och producerad av förnybara energikällor så som sol, vind och vatten.

## Ägarförhållande och koncernstruktur
Alingsås Energi AB är ett helägt dotterbolag till AB Alingsås Rådhus. Alingsås Energi AB äger samtliga aktier i både Alingsås Energi Elhandel och Elproduktion AB samt Alingsås Energi Elnät AB.

### Affärsområde Elhandel
Elhandel säljer el till privat- och företagskunder i Sverige. Alingsås Energi har tecknat ursprungsgarantier för elleverans som är ett bevis för att elen producerats av förnybara energikällor och att den är klimatneutral. Elen kommer bland annat från Alingsås Energis egna vattenkraftverk Solveden, Torska och Tollered. Affärsområdet sköter även solcellsförsäljning.

### Affärsområde Elnät
Elnät sköter utbyggnad, drift, underhåll, diagnostik, mätning, elkvalitet och effektivisering av elnätet. Geografiskt täcker elnätet koncessionsområdet i Alingsås och tillgängligheten i elnätet ligger på 99,99 procent.

### Affärsområde Fiber
Fiber äger, förvaltar och utvecklar det fysiska fibernätet i Alingsås Kommun. Det är ett öppet fibernät med tjänster inom TV, telefoni och bredband som levereras av kommunikationsoperatören Zitius. Nätet består av ungefär 500 km fiberkabel och har även koppling till Bjärke, Kvarnabo, Gräfsnäs, Sollebrunn, Stora Mellby samt Gendalen i norr. Söder om staden täcker det in Västerbodarna, Hemsjö och Ingared.

### Affärsområde Värme
Värme sköter utbyggnad, drift, underhåll och förbättring av fjärrvärmenätet i alla Alingsås stadsdelar. Egen värmeproduktion av biobränsle sker vid Sävelundsverket samt ett antal mindre anläggningar.

### Affärsområde Tjänster
Tjänster omfattar bland annat arbete med laddstationer, belysning och övriga externa arbeten.

## Anläggningar för värme och elproduktion

### Värmeverket Sävelundsverket

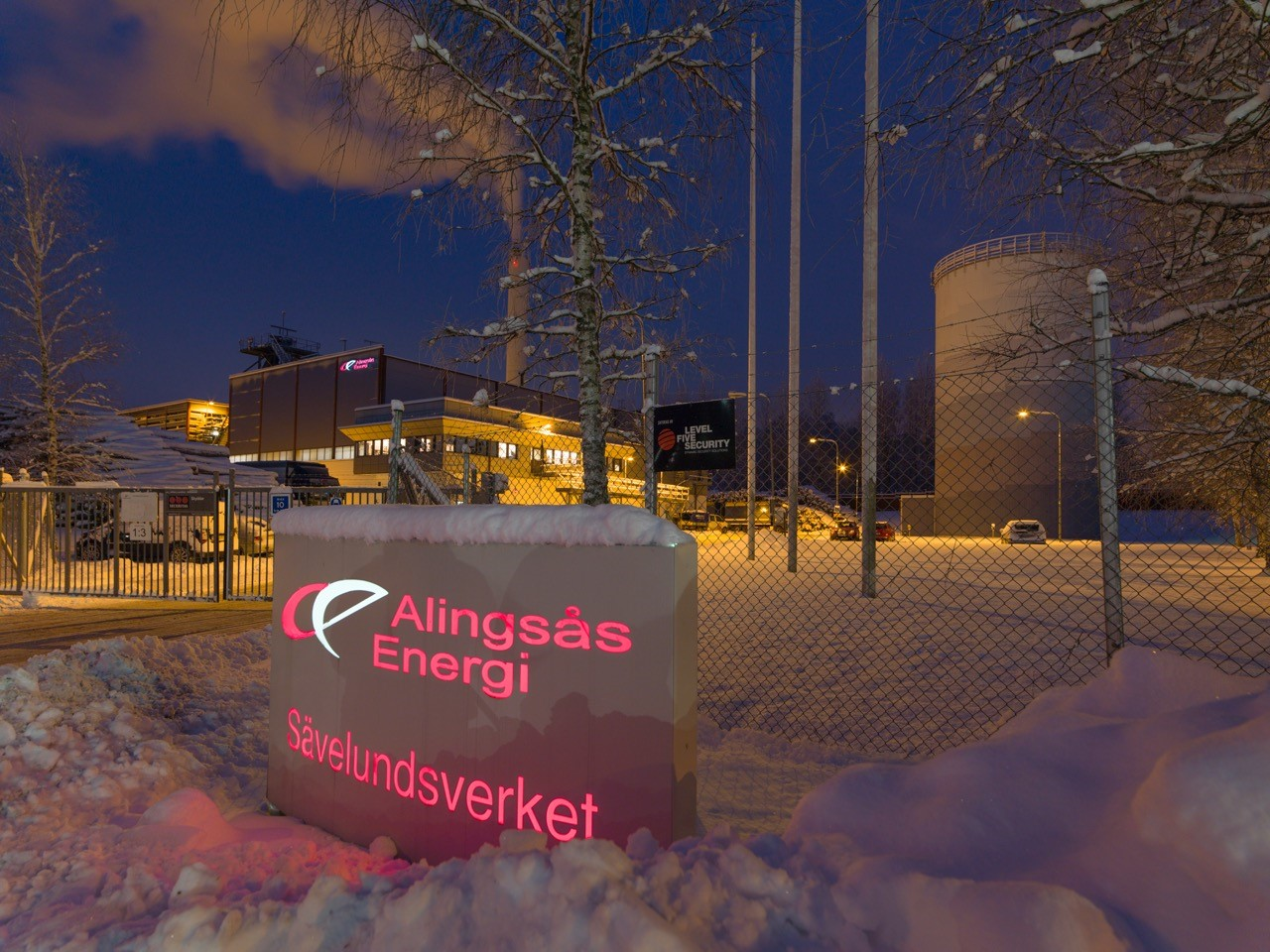
Sävelundsverket en kall vinterkväll 2018.

Sävelundsverket omfattar tre fastbränslepannor på 7 MW respektive två på 14 MW, en olje/biooljepanna på 12 MW, en deponigaspanna på 0,5 MW samt rökgaskondensatorer på ca 8 MW som ska säkerställa hög energieffektivitet. Fjärrvärmebehovet i Alingsås är cirka 145 GWh/år.

### Vindkraftverket Krökelimur
Krökelimur som ligger mellan Falköping och Tidaholm är namngett efter en gammal fornlämning i området (forngrav) och betyder "en egendomlig krökning" eller "krokig mur". Vindkraftverket har en tornhöjd på 65 meter, en rotordiameter på 44 meter och en rotorhastighet på 18-34 rpm med en maxeffekt på 600 kW. Medelproduktionen ligger i snitt på 1 152 MWh/år.

### Vattenkraftverket Solveden
Solveden har sitt utlopp i Säveån vid Mjörn och producerar i snitt 5 GWh/år.

### Vattenkraftverket Torska
Torska har sitt utlopp mellan Ömmern / Torskabotten och producerar i snitt 1,5 GWh/år.

### Vattenkraftverket Tollered
Tollered har sitt utlopp i Sävelången och producerar i snitt 8,6 GWh/år.

## Lights in Alingsås
Alingsås Energi har varit engagerade i Lights in Alingsås sedan starten år 2000 och tog helt över projektet år 2018.
Projektet är ett ljusevenemang i världsklass som många vill medverka i. Kalla och anonyma fasader blir till varma och färgsprakande platser, sjöar kan bli futuristiska landningsbanor och i dessa oaser av ljus uppstår nya och inbjudande mötesplatser i staden. Under evenemanget råder det full aktivitet i Alingsås och under de senaste åren har Lights in Alingsås resulterat i över 70 000 besökare.

## Historiska milstolpar
1834 Magistraten bestämde att gatubelysning skulle installeras i Alingsås. Orsaken var en olycka där en medborgare snubblade i mörkret och drunknade i Lillån.
1909 Alingsås Stads Elektricitetsverk fick nätkoncession för att bygga ett elnät i Alingsås stad. En motion till Stadsfullmäktige undertecknades av disponent Victor Hill och tidningsägare Albert Michelsen satte hjulen i rullning.
1910 Ledningar från Trollhättan sattes under driftspänning. Elnätet byggdes ut successivt för att tillgodose den ökade efterfrågan på elektricitet.
1939 På kvarteret Ljuset uppfördes ett nytt gasverk.
1956 Gasproduktionen ställdes in.
1965 Verksamheten utökades och det tillkom en ny verkstadsbyggnad samt garage. Dessutom en ny mottagningsstation för elnätet.
1983 Två nya 40-kV mottagningsstationer byggdes i stadsdelarna Holmalund och Sävelund.
1988 Första optofibern för datakommunikation lades ut i Alingsås.
1992 Det kommunala elverket blev ”Alingsås Energi AB” i samband med första steget av avregleringen av den svenska elmarknaden. Alingsås Energi AB är till 100 % i kommunal ägo.
1996 Andra steget av avregleringen krävde att nät- och elförsäljningsbolag skulle vara skilda juridiska personer. Elnätet är fortfarande ett lokalt monopol medan elförsäljningen gick över till ett eget bolag. Alingsås Energi Nät AB blev nätbolaget som ägs till 100 % av Alingsås Kommun. Alingsås Energi AB är säljbolaget som ägs till 75 % av nätbolaget och till 25 % av Göteborg Energi AB. Genom detta ägarförhållande kan säljbolaget samarbeta med Plusenergi på elmarknaden.
1997/1998 Alingsås Energi Nät AB och Sydkraft gjorde en överenskommelse om uppförande och drift av ett biobränslebaserat fjärrvärmeverk på Sävelunds industriområde. Förutom skogsflis och träindustriavfall används också deponigas från Bälinge avfallsstation. Värmeverket togs i drift den 29 oktober 1998.
2000 Alingsås Energi sponsrade det första evenemanget av ”Ljus i Alingsås” och hjälpte till med installationen av ljussättningarna.

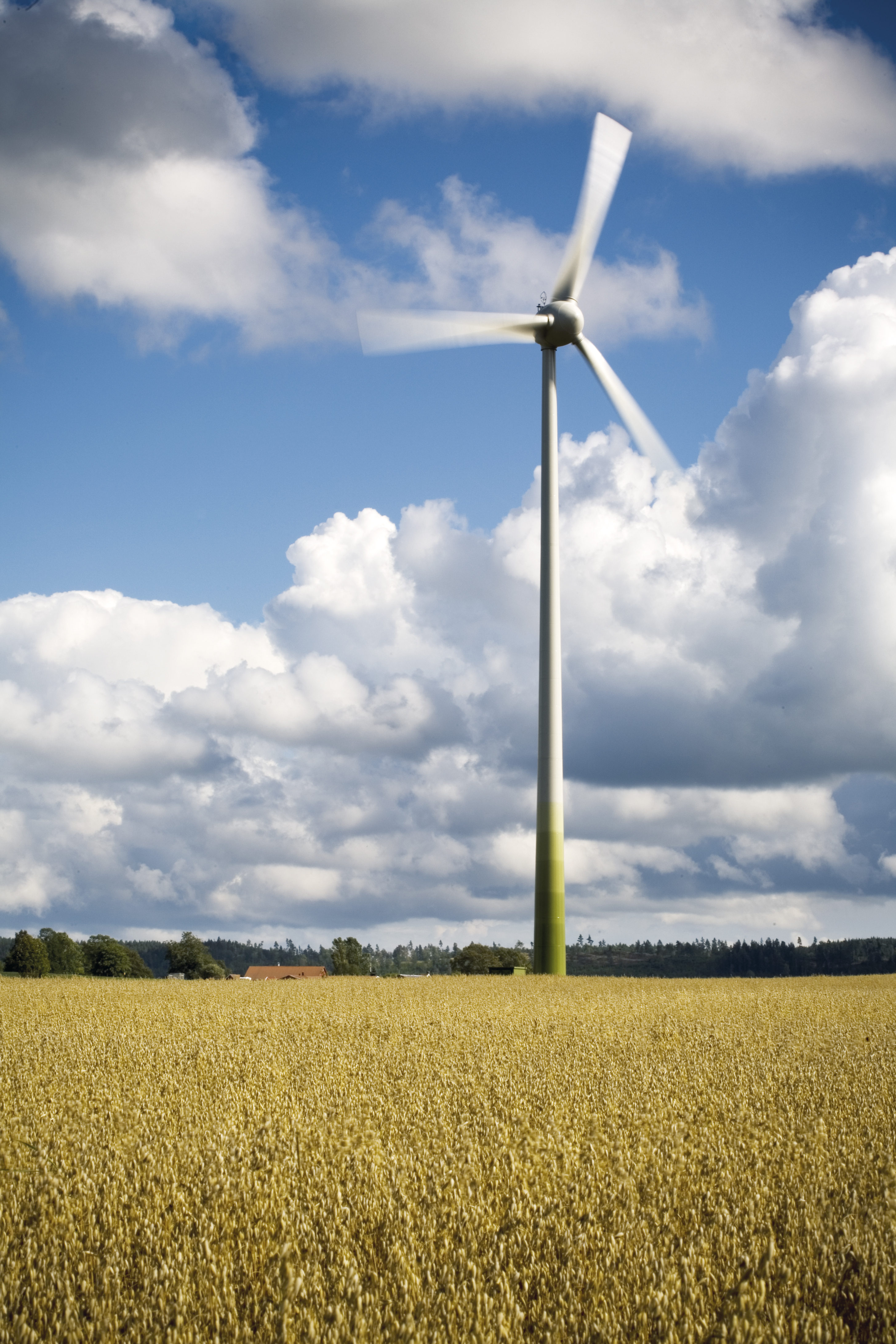
Krökelimur 2006

Alingsås Energi sände samtliga av Alingsås HK:s bortamatcher i sin egen TV-kanal.
2013 Alingsås Energi tog över alla produktionsanläggningar i fjärrvärmenätet från Statkraft. Alingsås Energi köpte vindkraftverket Krökelimur i Falköpings kommun.
2017 Alingsås Energi köpte fyra vattenkraftanläggningar från Vattenfall: Solveden, Torskabotten, Tollered och Jonsered (som såldes 2018).
2018 Alingsås Energi tog helt över projektet Lights in Alingsås.
Värmeverket på Sävelund fick en ny panna som ger förutsättningar för helt fossilfri drift av fjärrvärmen i Alingås.
Alingsås Energi vann Avonovas utmärkelse ”Guldpilen”som delas ut till företag med det mest hållbara arbetsmiljöarbetet.
Alingsås Energi började erbjuda sina kunder solceller.
2019 Alingsås Energi blev ett av de första elbolagen att certifiera sig för 'Schysst elhandel'.
2021 Alingsås Energi inviger ett nytt datacenter för att erbjuda en trygg och säker plats för kunders servrar.
2024 Moderbolaget byter namn till Alingsås Energi AB. Dotterbolaget Alingsås Energi AB byter namn till Alingsås Energi Elhandel och Elproduktion AB och ett nytt dotterbolag, Alingsås Energi Elnät AB läggs till i koncernen.

## Miljö
Alingsås Energi är både miljö- och arbetsmiljöcertifierat (ISO 14001, ISO 45001). All el till försäljning kommer från förnybara energikällor och är ursprungsmärkt.
Alingsås Energis inköp av el från förnybara energikällor uppmärksammades av Greenpeace som gav Alingsås Energi en topplacering på sin rankinglista år 2011.

## Sponsring
Alingsås Energi är en aktiv samhällsaktör genom att stödja exempelvis föreningar, kultur, idrott och arrangemang som bidrar till den gemensamma utvecklingen där företrädesvis ungdomar sätts i fokus.